# Hemiphileurus elongatus
Hemiphileurus elongatus är en skalbaggsart som beskrevs av Dupuis och Roger Paul Dechambre 2000. Hemiphileurus elongatus ingår i släktet Hemiphileurus och familjen Dynastidae. Inga underarter finns listade i Catalogue of Life.